# Гломма
Гло́мма (або Ґломма, норв. Glomma, Glåma) — найбільша та найдовша річка Норвегії. Довжина становить 598 км, а басейн покриває 13 % площі країни у її південній частині. Середня витрата води — 698 м³/с, загальна площа басейну 42 441 км² (з них 422 км² на території Швеції).

## Назва
У норвезькій мові назва Glomma використовується у фюльке Естфолл та Акерсгус, а в Гедмарку та Сер-Тренделагу назва вимовляється і пишеться як Glåma. Стара назва річки — Glaumr, походить від давньоскандинавського raumr, що позначає «гучний шум» чи «грім».
На честь річки названо кілька топонімів, зокрема Гломдал та Гломос.

## Опис
Гломма витікає з озера Еурсунн біля міста Рерус у фюльке Сер-Тренделаг і впадає в Ослофіорд біля Фредрікстада. Долина Гломми в Гедмарку, приблизно від Алвдала до Сулера, має назву Естердален і є однією з найбільших долин у Норвегії. Біля селища Вормсунн у муніципалітеті Нес у фюльке Акерсгус у Гломму впадає річка Ворма, що витікає з найбільшого в Норвегії озера — М'єса. У фюльке Естфолл Гломма ділиться на дві протоки. Головна з них (східна) проходить через Сарпсборг (де розташований найпотужніший водоспад Північної Європи — Сарпсфоссен) і Фредрікстад. Західна протока від озера Існесфіорден до озера Вістерфлу має назву Огордсельва. За озером Вістерфлу річка знову ділиться на дві протоки — східна знову впадає в головну протоку Гломми, а західна — у море неподалік від Фредрікстада.

## Каскад ГЕС
На Гломмі розташований ряд великих гідроелектростанцій: ГЕС Bingsfoss, ГЕС Солбергфосс, ГЕС Хюккельсру, ГЕС Вамма, ГЕС Сарп, ГЕС Hafslund, ГЕС Borregaard.

## Галерея

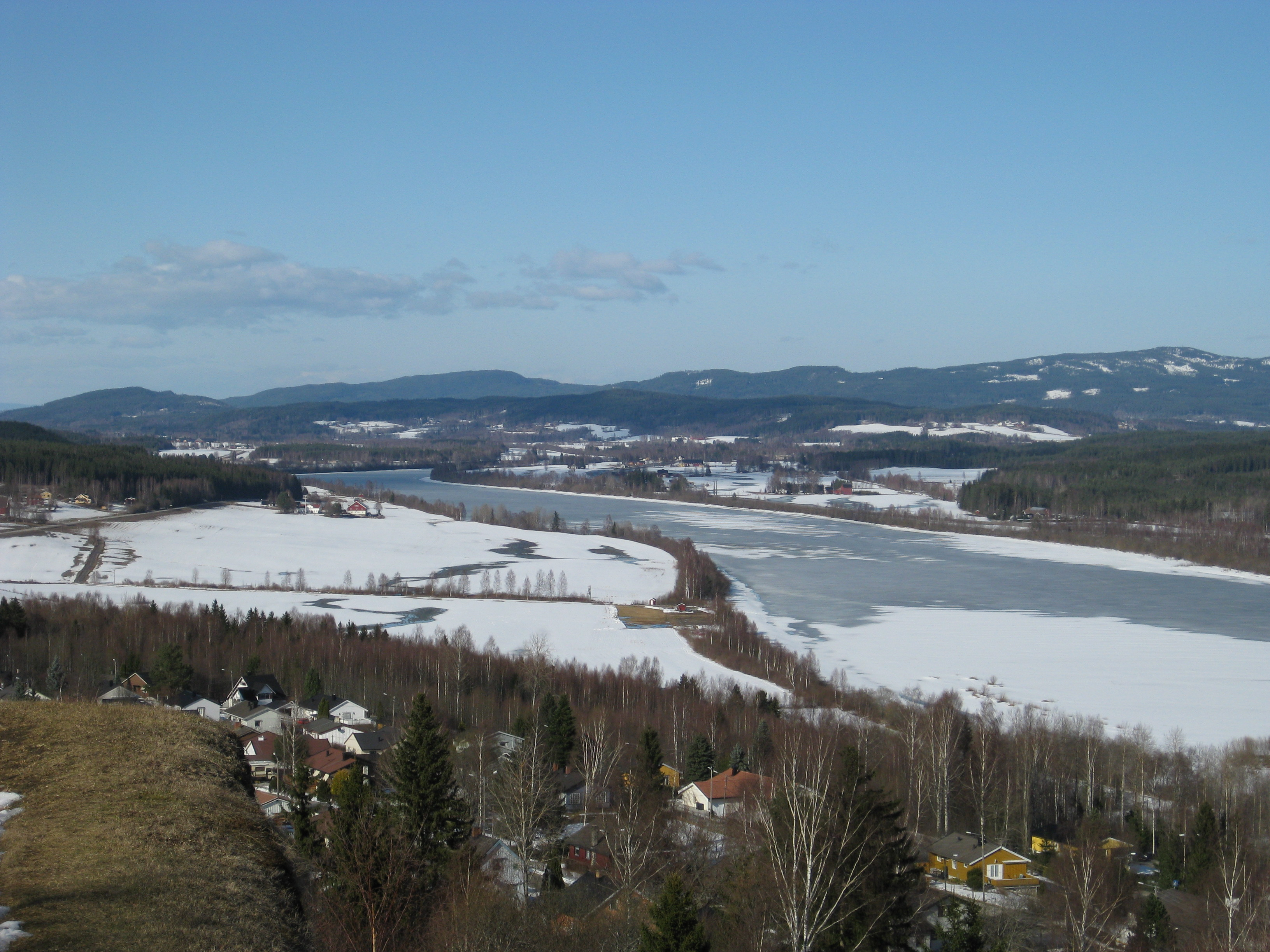
Взимку
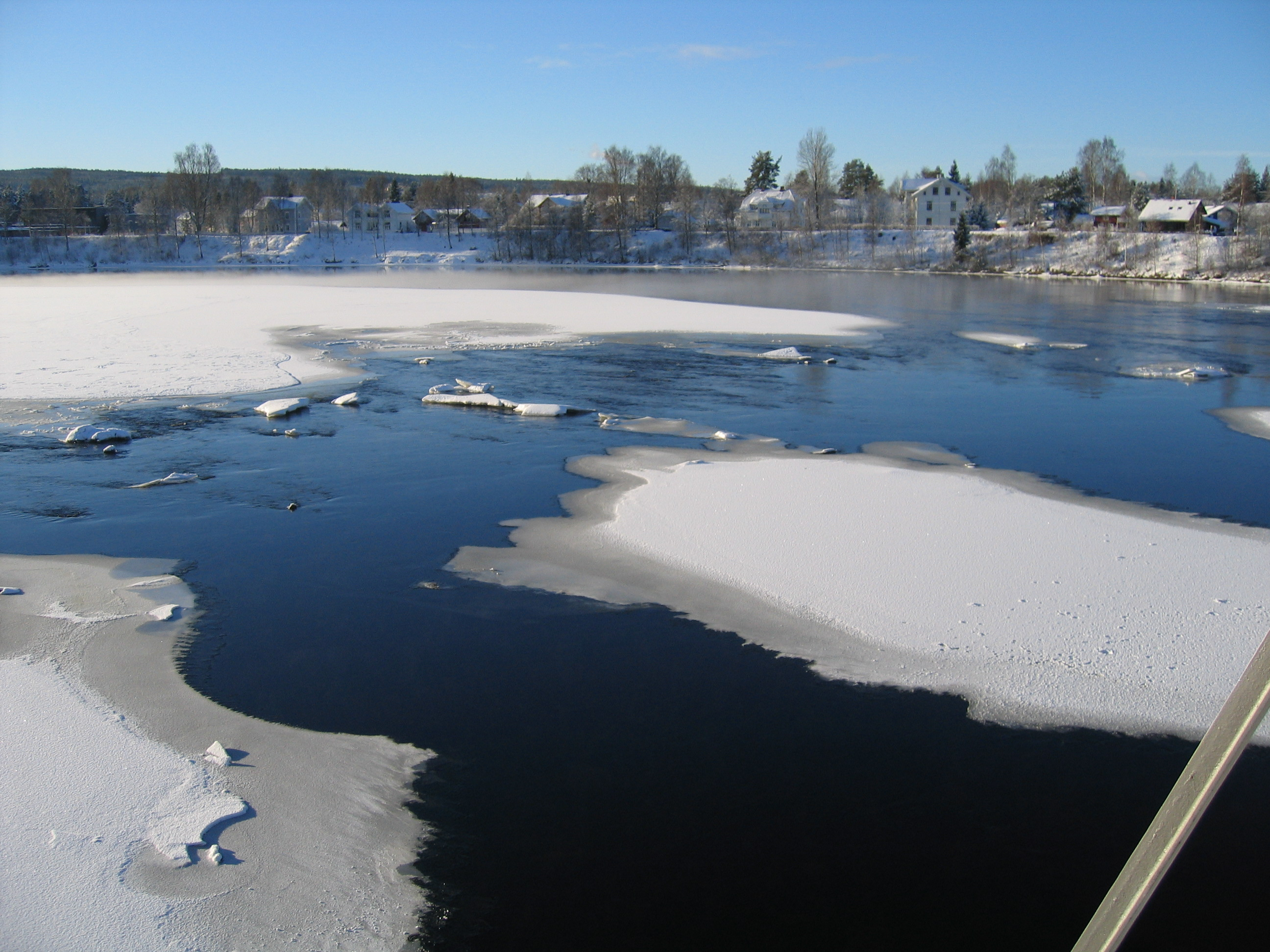
У місті Ельверум
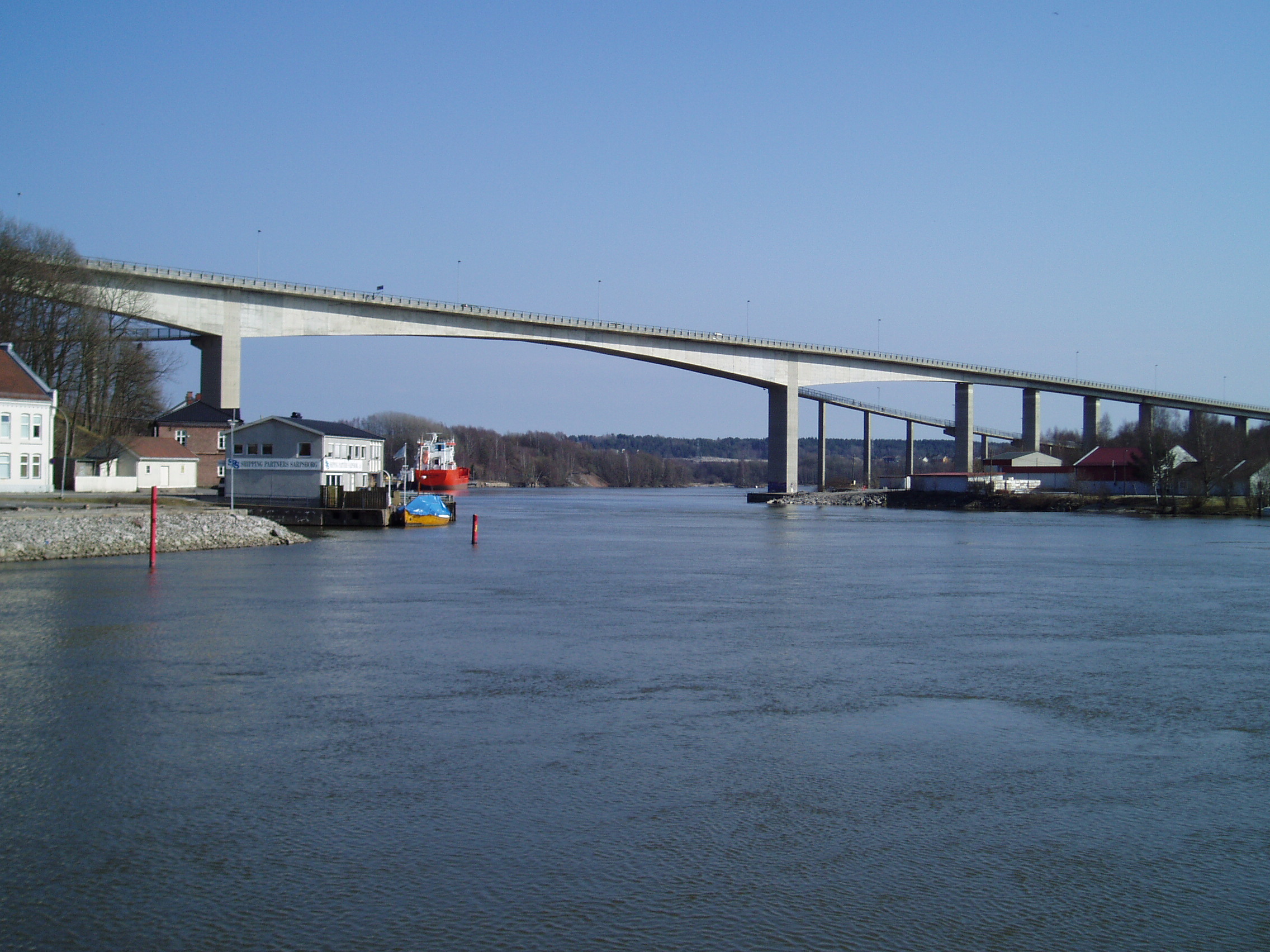
Міст Саннесун
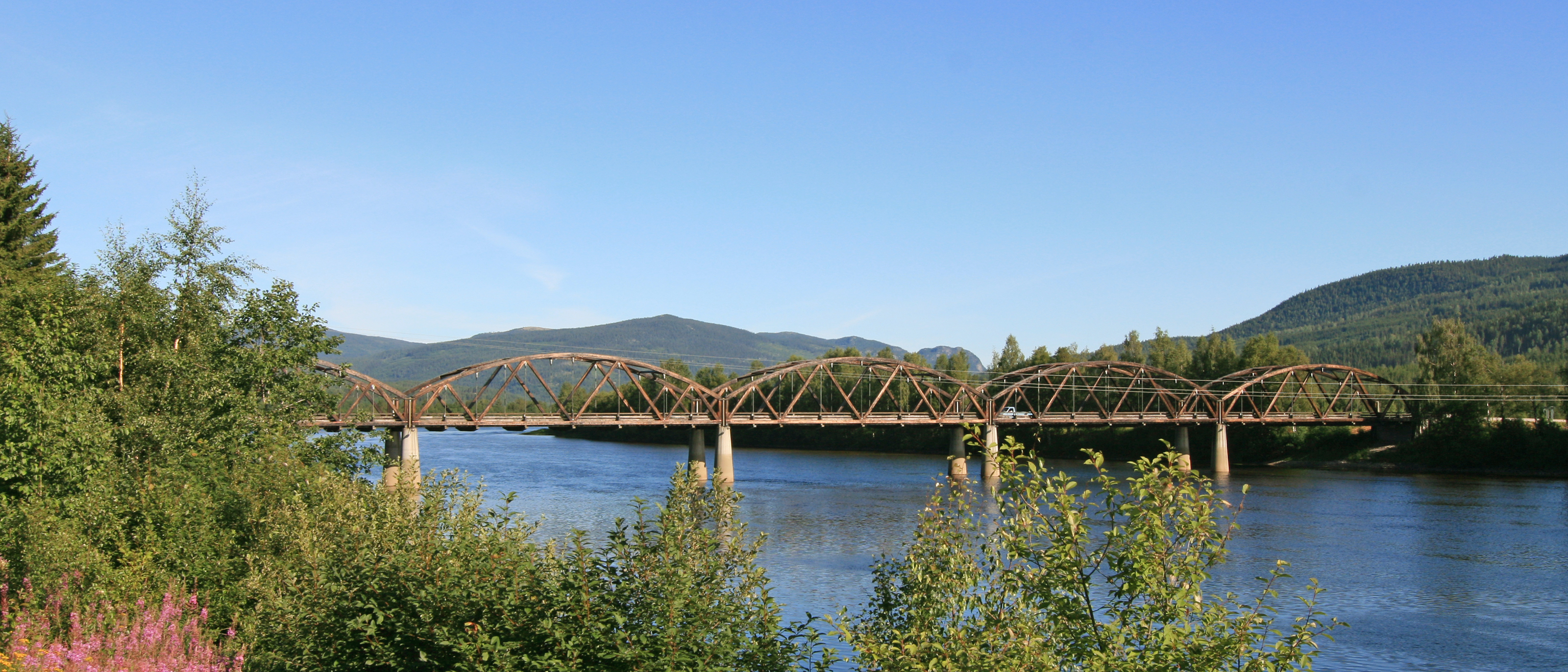
Міст Евенстад
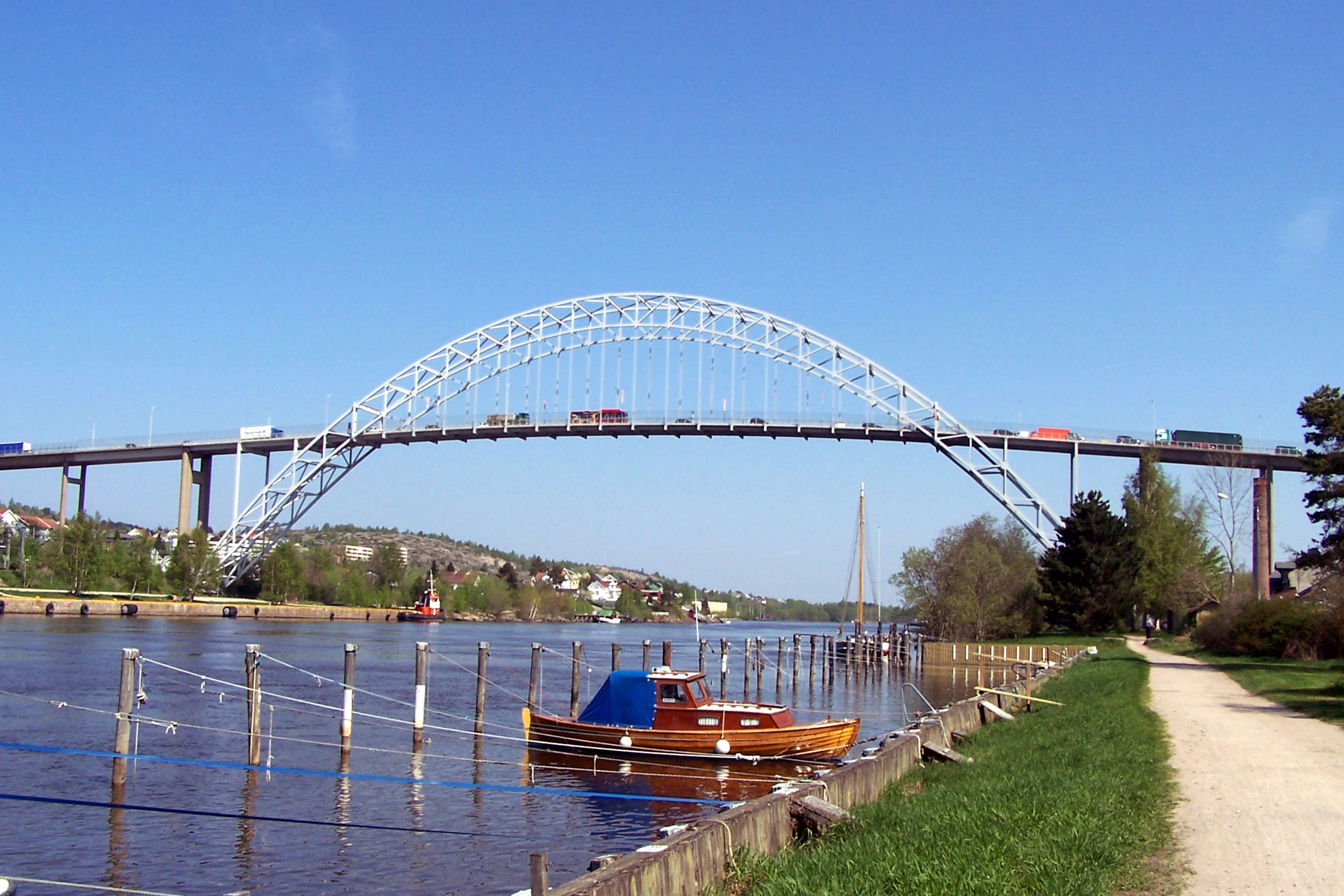
Міст у Фредрікстаді